# Pseudicius shirinae
Pseudicius shirinae là một loài nhện trong họ Salticidae.
Loài này thuộc chi Pseudicius. Pseudicius shirinae được Jerzy Prószyński miêu tả năm 1989.